# Eduard Hulicius
Eduard Hulicius (* 28. října 1980 Praha) je český politik, politolog a odborník na EU. Od roku 2012 je členem KDU-ČSL a od října 2024 její místopředseda. Od července 2023 je náměstkem ministra zahraničních věcí ČR.
V letech 2014–2023 působil jako člen kabinetu evropské komisařky Věry Jourové, kde se zabýval právem ochrany spotřebitelů a vztahy mezi institucemi. V letech 2011–2014 pracoval jako akreditovaný asistent poslankyň Evropského parlamentu.

## Život
Vystudoval První obnovené reálné gymnázium v Praze a poté bakalářský obor Mezinárodní teritoriální studia na FSV UK a magisterské obory Evropská studia na FSV UK a Mezinárodní politiky na institutu CERIS.
Po ukončení studia v roce 2003 se přestěhoval do Bruselu. V roce 2008 se zde seznámil s nastávající manželkou Kateřinou, se kterou má tři děti. Od návratu do ČR žije s pětičlennou rodinou střídavě v Praze a v regionu Lounska, kde společně ve volném čase rekreačně lyžují a pěstují pěší i cyklistickou turistiku. Vedle sportu a práce na zahradě je jeho velkou oblibou četba historických knih a duchovní literatury. Rád navštěvuje místa významných historických událostí.
Eduard Hulicius je autorem dvou historických publikací. V roce 2005 vydal v nakladatelství Libri knihu Dějiny Belgie a o rok později Dějiny Lucemburska.

## Profesní život
V letech 2003–2023 žil a pracoval v Bruselu. V letech 2011–2014 působil jako akreditovaný asistent poslankyň Evropského parlamentu za KDU-ČSL Zuzany Roithové a Michaely Šojdrové, kde se věnoval otázkám vnitřního trhu a vízové a azylové politiky.
V letech 2014–2023 byl členem kabinetu členky Evropské komise za ČR Věry Jourové. Internetový portál Politico o něm v roce 2016 napsal: „(…) je nejdůležitějším úředníkem, pokud jde o pracovní a protokolární schůzky. Hulicius je člen kabinetu komisařky spravedlnosti Věry Jourové pro spotřebitelskou politiku a meziinstitucionální vztahy. Je odborníkem na problematiku vnitřního trhu, otázek vízové a azylové politiky EU a na fungování institucí EU.“[zdroj?].
V červenci 2023 se stal náměstkem ministra zahraničních věcí ČR Jana Lipavského.

## Politická činnost
Za stranu SNK ED kandidoval v komunálních volbách v roce 2006 do Zastupitelstva hlavního města Prahy a do Zastupitelstva městské části Praha 5, ale ani v jednom případě neuspěl, i když na získání mandátu v obecním zastupitelstvu MČ mu chybělo jenom 160 hlasů.
Podle rejstříku politických stran a politických hnutí, který vede Ministerstvo vnitra ČR, byl od srpna 2007 do ledna 2008 předsedou strany Spojení demokraté – Sdružení nezávislých. Tato strana zůstala jako tzv. zbytkový subjekt po straně Evropští demokraté, která se v lednu 2006 sloučila s hnutím SNK Sdružení nezávislých.
Později vstoupil do Evropské demokratické strany, za niž kandidoval na 6. místě ve volbách do Evropského parlamentu v roce 2009, ale i když v Praze, odkud Hulicius pochází, strana získala 6,93 % hlasů, celostátní výsledek 2,88 % na její vstup do EP nestačil.
V roce 2012 se stal členem KDU-ČSL a na sjezdu v Olomouci byl 9. června 2013 zvolen na páté místo kandidátky KDU-ČSL do Evropského parlamentu. Po odstoupení Davida Macka v únoru 2014 postoupil na čtvrté místo kandidátky. Ve volbách skončil na čtvrtém místě a vzhledem k zisku tří mandátů pro KDU-ČSL se stal prvním náhradníkem.
Ve volbách do Evropského parlamentu v květnu 2019 kandidoval na 9. místě kandidátky KDU-ČSL, ale nebyl zvolen.
V červenci 2023 se stal náměstkem ministra zahraničních věcí ČR Jana Lipavského. Na sjezdu KDU-ČSL v říjnu 2024 byl zvolen řadovým místopředsedou strany.
Ve sněmovních volbách v roce 2025 kandiduje ze 4. místa kandidátní listiny koalice SPOLU v Ústeckém kraji.